# Praag-Řeporyje
Praag-Řeporyje (Tsjechisch: Praha-Řeporyje) is een gemeentelijk district van de Tsjechische hoofdstad Praag. Het district bestaat uit de gelijknamige wijk Řeporyje, de wijk Zadní Kopanina en kleine gedeelten van Stodůlky en Třebonice. Praag-Řeporyje ligt aan de westkant van Praag en is onderdeel van het administratieve district Praag 13.
Praag-Řeporyje grenst in het noorden aan het gemeentelijk district Praag 13 en in het oosten aan Praag-Slivenec en Praag 16-Radotín. Ten westen van het district ligt de gemeentegrens van Praag. Aan de andere kant van de grens liggen de gemeenten Jinočany, Zbuzany, Ořech en Kosoř, allen onderdeel van de okres Praha-západ.
Praag-Řeporyje is sinds het jaar 1974 onderdeel van Praag. Daarvoor waren zowel Řeporyje als Zadní Kopanina zelfstandige gemeenten.
Praag 1 · Praag 2 · Praag 3 · Praag 4 · Praag-Kunratice · Praag 5 · Praag-Slivenec · Praag 6 · Praag-Lysolaje · Praag-Nebušice · Praag-Přední Kopanina · Praag-Suchdol · Praag 7 · Praag-Troja · Praag 8 · Praag-Březiněves · Praag-Ďáblice · Praag-Dolní Chabry · Praag 9 · Praag 10 · Praag 11 · Praag-Křeslice · Praag-Šeberov · Praag-Újezd · Praag 12 · Praag-Libuš · Praag 13 · Praag-Řeporyje · Praag 14 · Praag-Dolní Počernice · Praag 15 · Praag-Dolní Měcholupy · Praag-Dubeč · Praag-Petrovice · Praag-Štěrboholy · Praag 16-Radotín · Praag-Lipence · Praag-Lochkov · Praag-Velká Chuchle · Praag-Zbraslav · Praag 17-Řepy · Praag-Zličín · Praag 18-Letňany · Praag 19-Kbely · Praag-Čakovice · Praag-Satalice · Praag-Vinoř · Praag 20-Horní Počernice · Praag 21-Újezd nad Lesy · Praag-Běchovice · Praag-Klánovice · Praag-Koloděje · Praag 22-Uhříněves · Praag-Benice · Praag-Kolovraty · Praag-Královice · Praag-Nedvězí